# Lisović
Lisović (cyr. Лисовић) – wieś w Serbii, w mieście Belgrad, w gminie miejskiej Barajevo. W 2011 roku liczyła 1054 mieszkańców.